# RV Lübtheen
Der Ringerverein Lübtheen e. V.  ist ein Sportverein aus Lübtheen in der Griesen Gegend/Mecklenburg-Vorpommern. Dessen erste Ringer-Mannschaft startete zwischen 2017 und 2021 in der 1. Ringer-Bundesliga.

## Vereinsstruktur
Der RV Lübtheen zählt derzeit 100 Mitglieder (Stand: September 2014). Der Vorstand besteht aus dem 1. Vorsitzenden Bert Compas, dem 2. Vorsitzenden Dirk Harloff, Schriftführer Robert Schwenck und dem Schatzmeister Manfred Raschke.

## Geschichte
Der RV Lübtheen wurde 1968 durch den nach Lübtheen umgezogenen ungarischen Ringer Csaba Matrahazi gegründet. Damals gehörte die Ringerabteilung noch der Betriebssportgemeinschaft „Einheit“ Lübtheen an. Bald stellten sich die ersten Erfolge ein  und die Ringerabteilung wurde zum offiziellen Nachwuchszentrum des Leistungssports der DDR. Ab 1976 hatte man in einer ehemaligen Gaststätte eine eigene Trainings- und Wettkampfstätte errichtet und mit Helmut Stahl einen hauptamtlichen Trainer. Nach der politischen Wende in Deutschland wurde den Lübtheener Ringern die finanzielle Unterstützung stark beschnitten. 1991 schlossen sich die Lübtheener Ringer mit dem neugegründeten Lübtheener Sportverein „Concordia“ zusammen. Das Nachwuchstraining wurde wieder aufgenommen und die Männermannschaft startete zwischen 1991 und 1993 als Kampfgemeinschaft gemeinsam mit dem Wandsbeker Athletenclub aus Hamburg. Seit 1994 kämpfte die Männermannschaft dann wieder eigenständig in den Landes- und Regionalligen des Deutschen Ringerbundes.
1997 löste sich die Ringerabteilung aus dem Lübtheener Sportverein „Concordia“ heraus und gründete den Ringerverein Lübtheen e. V., um die eigenen Interessen besser zu bündeln  und die Sportarbeit effektiver gestalten zu können.

## Sportliche Erfolge
| Saisonbilanzen seit 2012                         |                                      |                                  |
| Saison                                           | Liga (Klasse)                        | Platzierung                      |
| 2012                                             | Regionalliga Mitteldeutschland (III) | 1. (von 08)                      |
| 2013/14                                          | 2. Bundesliga Nord (II)              | 2. (von 08)                      |
| 2014/15                                          | 2. Bundesliga Nord (II)              | 1. (von 09)                      |
| 2015/16                                          | 2. Bundesliga Nord (II)              | 4. (von 10)                      |
| 2016/17                                          | 2. Bundesliga Ost (II)               | 6. (von 10)                      |
| 2017/18                                          | DRB-Bundesliga Südost (I)            | 6. (von 07)                      |
| 2018/19                                          | DRB-Bundesliga Nordwest (I)          | 7. (von 08)                      |
| 2019/20                                          | DRB-Bundesliga Nordwest (I)          | 5. (von 07)                      |
| 2020/21                                          | pausiert wegen COVID-19-Pandemie     | pausiert wegen COVID-19-Pandemie |
| 2021/22                                          | DRB-Bundesliga Ost (I)               | 5. (von 06)                      |
| Grün unterlegt: Aufstieg, Rot unterlegt: Abstieg |                                      |                                  |

Mit dem 1. Platz in der Regionalliga Mitteldeutschland 2012 gelang dem RV Lübtheen der Aufstieg in die 2. Bundesliga. Ab der Folgesaison startet der Verein in der Staffel Nord. In der Saison 2014 wurden die Lübtheener Ringer 1. und erhielten somit den Meistertitel der 2. Bundesliga Nord. Das Aufstiegsrecht nahm der Verein jedoch nicht war und kämpfte zwei weitere Saisons in der zweithöchsten deutschen Ringerliga. Nach der Saison 2016/17, die die Mannschaft in der Staffel Ost auf dem 6. Platz beendete, wurden die 1. und die 2. Bundesliga zusammengelegt. Der RV Lübtheen erreichte dadurch erstmals Erstklassigkeit. In der ersten Saison in der DRB-Bundesliga wurde in der Gruppe Südost Platz 7 erreicht, der zur Qualifikation für das Achtelfinale ausreichte. In den beiden Kämpfen unterlagen die Lübtheener Ringer dem KSV Köllerbach jedoch deutlich (12:18 (H) und 7:25 (A)). In den folgenden beiden Saisons konnte der Verein die Liga halten. In der durch die COVID-19-Pandemie beeinträchtigten Saison 2020/21 wählte der RV Lübtheen die Option zu pausieren und damit nicht anzutreten. In der Folgesaison 2021/22 wurde die Ringermannschaft der Ostgruppe der Bundesliga zugeordnet und landete dort auf dem fünften Rang, der gleichbedeutend mit dem Abstieg in die wiedereingeführte 2. Bundesliga ist.

## Bekannte Ringer
- André Backhaus (mehrfacher DDR-Meister, Deutscher Meister, Europameister 1993)
- Heiko Geffke (Vize-Europameister 1982)